# Riitta Myller
Riitta Myller (Joensuu, 12 luglio 1956) è una politica finlandese ed ex membro del Parlamento europeo.
È un membro del Partito Socialdemocratico Finlandese. Era anche un sostituto per il Comitato dello Sviluppo Regionale, membro della delegazione per le relazioni con gli Stati del Golfo (compreso lo Yemen) e un sostituto per la delega dell'Assemblea parlamentare euro-mediterranea.

## Carriera
- Laurea in scienze sociali
- Giornalista freelance, Yleisradio (1983-1987)
- Membro del Comune di Joensuu (1980-1995)
- Membro del Parlamento (1987-1994)
- Cariche ricoperte nel Parlamento finlandese
- membro del comitato dei trasporti (1987-1990 e 1991-1994)
- membro della Gran Commissione (1987-1990 e 1993-1994)
- membro della commissione ambiente (1991-1994)
- Membro del gruppo finlandese dell'Unione Interparlamentare (IPU) (1990-1994)
- Membro del Parlamento europeo (dal 1995)
- Vicepresidente del gruppo PSE (1997-2004)
- Membro del Parlamento europeo Commissione per l'ambiente, la sanità pubblica e la politica dei consumatori (1999-2004) e membro sostituto (1995-1999)
- membro sostituto  della commissione per l'occupazione e gli affari sociali (1999-2004)
- membro supplente, della commissione temporanea d'inchiesta sulla BSE (1997)
- membro supplente, della commissione temporanea sulla genetica umana (2001-2002)
- membro della Commissione temporanea sul rafforzamento della sicurezza marittima (2003-2004)
- membro della commissione per la politica regionale (1995-1999)